# Давид із головою Голіафа (Караваджо, Рим)
Давид з головою Голіафа — картина Караваджо 1609—1610 років, що зображає фінальну сцену битви Давида з Голіафом, описаної в старозавітній Книзі Самуїла. Нині зберігається у Галереї Боргезе.

## Короткий опис
Тема картини розроблялася художником у більш ранніх роботах — одна [Архівовано 16 червня 2018 у Wayback Machine.], написана близько 1601 року, зберігається в Музеї історії мистецтв у Відні, інша [Архівовано 16 листопада 2020 у Wayback Machine.], датована приблизно 1600 роком — в музеї Прадо.
Ймовірно, безпосереднім джерелом натхнення для Караваджо послужила робота [Архівовано 16 червня 2018 у Wayback Machine.] Джорджоне на ту саму тему, написана близько 1510 року, хоча Караваджо значно посилив драматизм сцени, помістивши відрубану голову, що стікає кров'ю, в руку Давида. На мечі в руці Давида видно абревіатуру H-AS OS, витлумачену як скорочення від латинської фрази humilitas occidit superbiam (покора вбиває гординю).
Давид на картині в сум'ятті, обличчя його виражає суміш печалі та співчуття. Рішення зобразити його задумливим, а не тріумфуючим, створює незвичайний психологічний зв'язок між ним і Голіафом. Цей зв'язок ще більше ускладнюється тим, що голова Голіафа є автопортретом Караваджо, а моделлю для Давида, можливо, послужив il suo Caravaggino («його Караваджино»), під яким, швидше за все, мається на увазі Чекко дель Караваджо, який служив підмайстром у римській майстерні художника. Окремі портрети Чекко не відомі, що унеможливлює його достовірну ідентифікацію. За іншою версією, заснованою на портреті Караваджо [Архівовано 24 травня 2022 у Wayback Machine.] роботи Оттавіо Леоне, картина може бути подвійним автопортретом, на якому молодий Караваджо тримає голову дорослого. Буйна поведінка Караваджо в юності, по суті, зруйнувала все його майбутнє життя, і картина може бути своєрідним герметичним роздумом про свою долю, алегорією на схожу біблійну тему.
Біографічний інтерес до картини посилюється іншими смисловими шарами, — наприклад, ортодоксальною християнською іконографією про перемогу Христа над Сатаною як Добра над Злом, або мотивом нерозділеного кохання, що «вбиває» нещасного закоханого — поширений у ті часи сюжет. Характерним його прикладом є картина Юдіф і Олоферн [Архівовано 7 березня 2018 у Wayback Machine.] Крістофано Аллорі з автопортретом в образі Олоферна, що зберігається нині в палаці Пітті, хоча Давид на картині Караваджо зображений небайдужим і глибоко зворушеним смертю Голіафа.
В 1650 році картина зберігалася в колекції кардинала Шипіоне Боргезе — папського чиновника, що мав повноваження помилувати Караваджо за вбивство Рануччо Томассоні, і, таким чином, її можна витлумачити як клопотання про помилування. За словами мистецтвознавиці Катерини Пулізі: «Давид з головою Голіафа демонструє здатність Караваджо перевести особистий досвід у стародавні священні образи для пронизливого опису гіркої людської долі».
Інший варіант «Давида» (олія на тополевій дошці 90,5 × 116,5) був створений в Неаполі 1607 року на замовлення іспанського графа Хуана де Тасіс Вілламедьяна. Імовірно, для Давида також позував Чекко — картина вважається його останнім зображенням Караваджо. У порівнянні з попереднім варіантом драматизм звучання картини приглушений, вираз обличчя поваленого Голіафа менш драматичний. Композиція побудована в горизонтальному форматі з тим же непроникним темним тлом, але з виразнішим світлотіньовим ліпленням моделі. Фігура юнака висунута вперед, так що глядач дивиться на неї ніби знизу вгору, що підкреслює рішучість і впевненість у собі персонажа.
Після вбивства графа в Мадриді картину визнали «нещасливою» і спадкоємці продали її. Останнім власником картини був король Карл I, страчений у Лондоні 1649 року.
Картину показано у одному з епізодів серіалу Ріплі, де вона відображає перетворення головного героя. 